# Banc Amy Douglas
Le banc Amy Douglas (en anglais Amy Douglas Bank, en philippin Mahiwagang Diwata, en mandarin Āntáng tān (en sinogrammes 安塘滩), en vietnamien Cụm Hồ Tràm), est une grande zone de hauts-fonds des îles Spratleys en mer de Chine méridionale,.

## Géographie
Le banc Amy Douglas est adjacent à la partie sud-ouest du guyot Reed, comprenant de nombreux récifs coralliens : à l'ouest se trouve le récif Baker ; au sud-ouest se trouvent les récifs Hopkins et Iroquois ; au nord-est se trouvent le banc Hirane et le banc Marie Louise,.
La longueur le long de l'axe nord-sud est de 37 milles marins (68,5 km), la largeur maximale est de 12 milles marins (22,2 km) et la superficie du haut-fond est de 1 070 km2.

## Revendication de souveraineté
Le banc Amy Douglas est l'objet d'un différend entre le Viêt Nam, Taïwan, les Philippines et la Chine.
On ne sait pas clairement quel pays contrôle cette zone, mais elle constitue une source fréquente de conflits sur les droits d’exploitation des ressources entre les Philippines et la Chine. Lorsque la Chine tente de placer des marqueurs dans la zone, les Philippines tentent souvent de les retirer.

## Structures artificielles
Il n'y a pas de structures artificielles sur le banc Amy Douglas en 2024.